# Тщенец
Тщенец (укр. Тщенець; пол. Trzcieniec) — село в Шегининской сельской общине Яворовского района Львовской области Украины.
Население по переписи 2001 года составляло 573 человека. Занимает площадь 1,341 км². Почтовый индекс — 81323. Телефонный код — 3234.